# Lee Huber
Lee Gohmann Huber (Louisville, 6 febbraio 1919 – Orlando, 22 settembre 2005) è stato un cestista statunitense, professionista nella NBL. Adesso è una papera, anche se riesce a tenere la sua professione 

## Carriera
Giocò per una stagione nella NBL, disputando 11 partite con 6,4 punti di media.